# Edgar Nito
Edgar Nito Arrache (Irapuato, Guanajuato, 18 de diciembre de 1986) es un director de cine y videoclips, productor y guionista mexicano, conocido por su película debut Huachicolero (2019) y por haber dirigido las series Dale Gas (2022) y Pinches momias (2023).

## Inicios
Nacido en Irapuato, estudió Dirección Cinematográfica en el Centro de Capacitación Cinematográfica (CCC). A partir de sus primeros trabajos estudiantiles, su filmografía incluye en su mayoría actores, compañeros y locaciones de Guanajuato, su estado natal, como su primer cortometraje escolar filmado en Pénjamo, Y volveré.. (2010), trabajo que participó en dieciséis festivales, ganador en el Festival Internacional de Cine de Guanajuato y Mención Honorífica en el Lebu International Film Festival en Chile, ambos en 2011.

## Carrera
Asistió en la dirección del cortometraje Hoy en día (2011) y colabora como coordinador de producción de la primera temporada de la serie Sr. Ávila (2013). En 2014 dirige y produce el episodio "Jaral de Berrios" de la antología de terror México bárbaro (2014), y la cual se presenta en el Festival de Sitges.
Continúa en la dirección con los cortometrajes Masacre en San José (2015), El colgado (2016) protagonizado por Karina Gidi, y La dama de rojo (2016), siendo también editor de los dos primeros. Es coordinador de producción de la serie Un mal date (2016). Debuta con el largometraje Huachicolero (2019), su ópera prima cinematográfica, a partir de un guion que escribe junto con Alfredo Mendoza. La cinta no fue del interés de las cadenas exhibidoras de cine en México y es distribuida comercialmente a través de la plataforma Amazon Prime.
Trabajó con el grupo musical Santa Fe Klan, para quien dirige entre 2019 y 2021 los videos de: Mi Guanajuato, Vuelve/María, Soledad, Luna y mar, Esta noche, Vida Mala, Socios, Luka, Bye y Grandes Ligas, este último es un retrato del mundo criminal al ritmo del rap, realización que produce Pirotecnia Films, casa productora de la cual es socio fundador.
Es productor de Días de invierno (2020) de Jaiziel Hernández. Edgar Nito dirige tres episodios de la serie Dale Gas de Netflix. En 2023 dirige cinco episodios de la serie Pinches momias. 
En 2024 regresa a los largometrajes con la cinta de folk horror, Un cuento de pescadores que retrata el mito purépecha de la Miringua del estado mexicano de Michoacán.

## Filmografía

### Cine
- 2010: Y volveré.. (Corto)
- 2014: México bárbaro (segmento Jaral de Berrios)
- 2015: Masacre en San José (Corto)
- 2016: El colgado (Corto)
- 2016: La dama de rojo (Corto)
- 2019: Huachicolero [10]
- 2024: Un cuento de pescadores[11]

### Televisión
- 2022: Dale Gas (tres episodios)[12]
- 2023: Pinches momias (cinco episodios)[13]

### Videoclips
De Santa Fe Klan:
- 2019: Mi Guanajuato
- 2020: Vuelve/María
- 2021: Soledad
- 2021: Luna y mar
- 2021: Esta noche
- 2021: Vida Mala
- 2021: Grandes Ligas
- 2021: Socios
- 2021: Luka
- 2022: Bye